# Volumul memoriei
Volumul memoriei este un termen care se aplică în special memoriei de scurtă durată.
Psihologul George Miller a descoperit că memoria de scurtă durată se limitează la "numărul magic" 7, plus sau minus 2 elemente. Aceste elemente pot fi unități cu sens de informație (litere, cifre, cuvinte, etc.) sau grupuri cu sens de informație (de exemplu, numărul casei mele, chiar dacă este format din 3 cifre, pentru mine ele se grupează într-o singură unitate cu sens - "numărul casei").